# ドラ・ハッ・パー
- ドラえもん > ドラ・ハッ・パー
- 忍者ハットリくん > ドラ・ハッ・パー
- パーマン > ドラ・ハッ・パー

『ドラ・ハッ・パー』とは、藤子不二雄（藤子・F・不二雄、藤子不二雄Ⓐ）両人の代表的作品である「ドラえもん、忍者ハットリくん、パーマン」の頭文字を取り、1983年-1985年頃の間に頻繁に使われていた造語、愛称。及び特番タイトルである。この当時の藤子アニメ映画のキャッチフレーズとしても使用された。この造語は、藤子アニメ黄金期を象徴するものとしてファンに語り継がれている。なお、それまでは『ドラえもん』『忍者ハットリくん』『怪物くん』がセットで扱われることが多かった。
シンエイ動画版『パーマン』が放映開始された1983年春頃、山田邦子が藤子アニメの特番の司会を務めた時、「これは略して『ドラ・ハッ・パー』ですね」という発言をしていた。この頃を境に、『ドラ・ハッ・パー』の使用が急激に増えていったと言われる。カード付きスナック・ポテトチップス「ドラハッパーチップス」なる商品もカルビーから発売されていた（1985年にはオバケのQ太郎、プロゴルファー猿も加えた5作品の「5きげんチップス」も発売されていた）。
1985年に入ると『藤子不二雄ワイド』や『オバケのQ太郎（3作目）』がスタート。藤子アニメ作品の放送が一気に増えた。また『パーマン』の本放送が終了し、リピート放送となった事も相まって、これらを全て頭文字で略すと語呂合わせが悪いためか『ドラ・ハッ・パー』は徐々に廃れていった。1986年～1987年の公開の映画では「ドラ・Q・猿」、1988年の公開の映画では「ドラ・魔美・UB」と言われている。
また、この時代の藤子アニメの特番は別作品でも同枠で放送される事が多く、ドラえもんを中心にハットリくんやパーマンのキャラクター達がミニコーナーで勢揃いし、進行役、コントなどを披露していた。こういった他のアニメのキャラクター同士のコラボレーションは、『クレヨンしんちゃん』、『あたしンち』など、現在のシンエイ動画作品においても受け継がれている。
松竹芸能に「ドラハッパー」というお笑いコンビ（現在は解散）がいるが、このコンビ名の由来もこの「ドラ・ハッ・パー」と同じである。